# Dusičnan thulitý
Dusičnan thulitý je anorganická sloučenina s chemickým vzorcem Tm(NO3)3.

## Příprava
Dusičnan thulitý může být připraven rozpuštěním oxidu, hydroxidu nebo uhličitanu thulitého v kyselině dusičné:
Tm2O3 + 6 HNO3 → 2 Tm(NO3)3 + 3 H2O
Tm(OH)3 + 3 HNO3 → Tm(NO3)3 + 3 H2O
Výsledný roztok může být pečlivě odpařen za získání hydratovaného dusičnanu thulitého, což je nejčastěji hexahydrát.

## Vlastnosti
Dusičnan thulitý tvoří tmavozelené hygroskopické krystaly. Je rozpustný ve vodě a ethanolu. Bezvodý i hydratovaný dusičnan thulitý se i při mírném zahřívání rozkládá za vzniku TmONO3 a následně až na oxid thulitý.

## Využití
Hydráty dusičnanu thulitého jsou využívány jako činidla. Dusičnan thulitý se využívá také v optických sklech, keramice, katalyzátorech, elektrických součástkách a fotooptických materiálech. 